# Gander
Gander è una cittadina canadese situata sull'isola di Terranova, precisamente nella parte a nordest. L'isola è situata circa 90 km ad est di Grand Falls-Windsor e a 25 km a sud della baia di Gander. La cittadina è nota per ospitare un aeroporto internazionale (Aeroporto Internazionale di Gander) punto di appoggio dei voli transatlantici, che un tempo aveva un ruolo molto più importante per la ridotta autonomia degli aerei, e il centro di controllo dello spazio aereo dell'Atlantico occidentale.